# Kurixalus eiffingeri
Espèce
Synonymes
- Rana eiffingeri Boettger, 1895
- Rhacophorus pollicaris Werner, 1914 "1913"
- Rhacophorus iriomotensis Okada & Matsui, 1964
- Buergeria pollicaris (Werner, 1914)

Statut de conservation UICN

 LC  : Préoccupation mineure
Kurixalus eiffingeri est une espèce d'amphibiens de la famille des Rhacophoridae.

## Répartition
Cette espèce se rencontre, :
- à Taïwan entre 300 et 2 000 m d'altitude ;
- au Japon sur les îles d'Ishigaki et d'Iriomote dans les îles Yaeyama dans le sud de l'archipel Nansei.

## Description
Kurixalus eiffingeri mesure de 31 à 35 mm pour les mâles et de 36 à 40 mm pour les femelles.

## Étymologie
Cette espèce est nommée en l'honneur de Georg Eiffinger.

## Publications originales
- Boettger, 1895 : Neue Frösche und Schlangen von den Liukiu-Inseln. Zoologischer Anzeiger, vol. 18, p. 266–270 (texte intégral).
- Werner, 1914 "1913" : Neue oder seltene Reptilien und Frösche des Naturhistorischen Museums in Hamburg. Mitteilungen aus dem Hamburgischen Zoologischen Museum und Institut, vol. 30, p. 1-51 (texte intégral).
- Okada & Matsui, 1964 : Rhacophorus iriomotensis n. sp. a new species of Rhacophorus  from Iriomote, Ryukyu Island. Acta Herpetologica Japonica, Tokyo, vol. 1, p. 1-2.